# Bulbophyllum cheiri
Bulbophyllum cheiri là một loài phong lan thuộc chi Bulbophyllum.